# Aoki (prénom)
Aoki (あおき) est un prénom japonais masculin.

## En kanji
- 青貴 : bleu-vert et précieux/noble
- 青基 : bleu-vert et fondement
- 青輝 : bleu-vert et brillant
- 青記 : bleu-vert et description
- 青紀 : bleu-vert et rapport/période
- 青樹 : bleu-vert et arbre
- 青騎 : bleu-vert et cavalier
- 青己 : bleu-vert et soi-même
- 青喜 : bleu-vert et joie
- 青規 : bleu-vert et loi
- 青気 : bleu-vert et esprit/air
- 青季 : bleu-vert et saison
- 青希 : bleu-vert et souhait/espoir
- 蒼貴 : bleu et précieux/noble
- 蒼基 : bleu et fondement
- 蒼輝 : bleu et brillant
- 蒼記 : bleu et description
- 蒼紀 : bleu et période/rapport
- 蒼樹 : bleu et arbre
- 蒼騎 : bleu et cavalier
- 蒼己 : bleu et soi-même
- 蒼喜 : bleu et joie
- 蒼規 : bleu et loi
- 蒼気 : bleu et esprit/air
- 蒼季 : bleu et saison
- 蒼希 : bleu et espoir/souhait
- 碧貴 : vert marin précieux/noble
- 碧基 : vert marin et fondement
- 碧輝 : vert marin et brillant
- 碧記 : vert marin et description
- 碧紀 : vert marin et rapport/période
- 碧樹 : vert marin et arbre
- 碧騎 : vert marin et cavalier
- 碧己 : vert marin et soi-même
- 碧喜 : vert marin et joie
- 碧規 : vert marin et loi
- 碧気 : vert marin et esprit
- 碧季 : vert marin et saison
- 碧希 : vert marin et espoir/souhait

## Personnes portant ce prénom
- Pour l'ensemble des articles sur les personnes portant ce prénom, consulter :
  - la liste des articles dont le titre commence par ce prénom
  - les listes produites par Wikidata : Liste des personnes de prénom « Aoki » — même liste en incluant les éventuels prénoms composés qui contiennent « Aoki ».